# Мерденов, Арсен Урузмагович
Арсен Урузмагович Мерденов (24 ноября 2000, Ногир) — российский тяжелоатлет. Серебряный призёр чемпионата России 2025 года. Мастер спорта России.

## Биография
Родился 24 ноября 2000 года в Ногире, Северная Осетия. Тренируется у своего отца Мерденова Урузмага Уруспиевича.
27 апреля 2018 года присвоено звание «Мастер спорта России».
На чемпионате России 2023 года в Новом Уренгое в весовой категории свыше 109 кг стал обладателем малой золотой медали в упражнении «толчок» с результатом 224 кг.
В 2024 году на чемпионате страны в Новосибирске в упражнении толчок, подняв штангу весом 222 кг, стал обладателем малой бронзовой медали.
В начале 2025 года на Кубке России стал третьим в весовой категории свыше 109 кг. 
В августе 2025 года на чемпионате России в Санкт-Петербурге в категории свыше 109 кг завоевал серебряную медаль с результатом 401 кг по сумме двоеборья. В «толчке» стал вторым, подняв штангу весом 227 кг.

## Основные результаты
| Год  | Соревнования     | Место проведения | Весовая категория | Рывок, кг | Толчок, кг | Сумма, кг | Место |
| ---- | ---------------- | ---------------- | ----------------- | --------- | ---------- | --------- | ----- |
| 2025 | Чемпионат России | Санкт-Петербург  | свыше 109 кг      | 174       | 227        | 401       | 2     |